# Finland op het Eurovisiesongfestival 1991
Finland nam in 1991 deel aan het Eurovisiesongfestival in Rome, Italië. Het was de dertigste deelname van het land op het festival. Het land werd vertegenwoordigd door Kaija Kärkinen met het lied Hullu yö.

## Selectieprocedure
De finale werd gehouden in de Typhon Hall in Turku.
In totaal deden 10 artiesten mee aan deze nationale finale.
De winnaar werd aangeduid door een expertjury.
| Volgorde | Artiest                           | Lied                 | Punten | Plaats |
| -------- | --------------------------------- | -------------------- | ------ | ------ |
| 1        | Riki Sorsa                        | "Viimeinen tie"      | 91     | 3      |
| 2        | Anna Hanski                       | "Elämän haitari"     | 36     | 9      |
| 3        | Mervi Hiltunen & Jake Voutilainen | "Kauneimmat lauseet" | 30     | 10     |
| 4        | Arja Koriseva                     | "Enkelin silmin"     | 67     | 5      |
| 5        | Samuli Edelman                    | "Peggy"              | 95     | 2      |
| 6        | Kaija Kärkinen                    | "Hullu yö"           | 109    | 1      |
| 7        | Clifters                          | "I Love You"         | 51     | 7      |
| 8        | Nina                              | "Kuinka voisinkaan"  | 64     | 6      |
| 9        | Kirka                             | "Taivas ja maa"      | 88     | 4      |
| 10       | Arja Koriseva                     | "Molto presto"       | 49     | 8      |

## In Rome
Op het Eurovisiesongfestival zelf trad Finland als 16de van 22 deelnemers aan, na Israël en voor Duitsland. Aan het einde van de puntentelling stond Finland op een 20ste plaats met 6 punten.
België gaf geen punten aan de Finse inzending en Nederland deed niet mee in 1991.

### Gekregen punten

#### Finale
| 12 punten | 10 punten | 8 punten | 7 punten | 6 punten                |
| --------- | --------- | -------- | -------- | ----------------------- |
|           |           |          |          |                         |
| 5 punten  | 4 punten  | 3 punten | 2 punten | 1 punt                  |
|           | - Ierland |          |          | - Griekenland - IJsland |

### Punten gegeven door Finland

#### Finale
Punten gegeven in de finale:
| 12 punten | Italië      |
| 10 punten | Frankrijk   |
| 8 punten  | Zweden      |
| 7 punten  | Portugal    |
| 6 punten  | Israël      |
| 5 punten  | Zwitserland |
| 4 punten  | Spanje      |
| 3 punten  | België      |
| 2 punten  | Ierland     |
| 1 punt    | Griekenland |

1961 · 1962 · 1963 · 1964 · 1965 · 1966 · 1967 · 1968 · 1969 · 1970 · 1971 · 1972 · 1973 · 1974 · 1975 · 1976 · 1977 · 1978 · 1979 · 1980 · 1981 · 1982 · 1983 · 1984 · 1985 · 1986 · 1987 · 1988 · 1989 · 1990 · 1991 · 1992 · 1993 · 1994 · 1995 · 1996 · 1997 · 1998 · 1999 · 2000 · 2001 · 2002 · 2003 · 2004 · 2005 · 2006 · 2007 · 2008 · 2009 · 2010 · 2011 · 2012 · 2013 · 2014 · 2015 · 2016 · 2017 · 2018 · 2019 · 2020 · 2021 · 2022 · 2023 · 2024 · 2025